# Виоланта Арагонска
Виоланта Арагонска е арагонска инфанта и кралица на Кастилия и Леон – съпруга на крал Алфонсо X.

## Произход
Родена е на 8 юни 1236 г. в Сарагоса, Кралство Арагон. Дъщеря е на арагонския крал Хайме I и на унгарската принцеса Йоланда Унгарска. Майката на Виоланта е дъщеря на унгарския крал Андраш II от втория му брак с Йоланда дьо Куртене. Така Виоланта се пада племенница на българската царица Анна-Мария, съпруга на цар Иван Асен II, и първа братовчедка на българския цар Коломан I Асен.

## Кралица на Кастилия и Леон
На 26 декември 1246 г. във Валядолид Виоланта се омъжва за кастилския крал Алфонсо X. Поради крехката си възраст няколко години подред Виоланта не успява да роди деца на съпруга си, което кара Алфонсо X първоначално да мисли, че съпругата му е безплодна, и дори да обсъжда вариант за разтрогване на брака им с папска благословия.
Според легендата кралските лекари препоръчали на кралицата дълга почивка срещу безплодието. Малко след превземането на Аликанте, Виоланта и съпругът ѝ се усамотили в едно имение близо до града, където Виоланта успяла да зачене първото си дете. В чест на случая кралят решил да нарече мястото Pla del bon repos („Полето на добрия сън“) – име, което продължило да се използва и днес е име на едно от предградията на Аликанте.
В следващите няколко години Виоланта Арагонска успява да роди на Алфонсо X единадесет деца:
- Беренгела Кастилска (1253 – 1300);
- Беатрис Кастилска (1254 – 1280), маркиза на Монферат;
- Фернандо де ла Серда (1255 – 1275);
- Леонор Кастилска (1256 – 1275);
- Санчо IV (1258 – 1295), крал на Кастилия и Леон (1284 – 1295)
- Констанса Кастилска (1259 – 1280);
- Педро Кастилски (1260 – 1283);
- Хуан Кастилски (1262 – 1319);
- Исабела Кастилска (1263 – 1264);
- Виоланта Кастилска (р. 1265 – ?)
- Хайме Кастилски (1267 – 1284).

През 1275 г. умира най-възрастният син на Виоланта и наследник на кастилската корона – Фернандо де ла Серда. Съвсем неочаквано крал Алфонсо X пренебрегва законните права на внуците си от Фернандо и посочва за свой наследник по-малкия си син Санчо, който по-късно заема престола като Санчо IV. Решението на краля предизвиква остър конфликт в кралското семейство. Вдовицата на Фернандо – Бланш Френска, и кралица Виоланта застават на страната на синовете на покойния Фернандо. Бланш се обръща за подкрепа към брат си, френския крал Филип III. В същото време Виоланта търси покровителство за внуците си от брат си – арагонския крал Педро III, който дава убежище на внуците на сестра си в Арагон, съгласявайки се да ги защитава.

## Следващи години
По време на управлението на сина ѝ Санчо IV и на сина му Фернандо IV, Виоланта пребивава постоянно в Арагон, откъдето защитава претенциите на внука си Алфонсо де ла Серда.
Кралица Виоланта основава манастира „Сан Пабло“ във Валядолид в чест на унгарския орден на Св. Павел, който майка ѝ популяризира в Арагон.
Виоланта Арагонска умира през 1301 в Ронцесвалес, Навара, на връщане от Рим, където посетила тържествата по случай юбилейната 1300 година.